# Park Narodowy Tuktut Nogait
Park Narodowy Tuktut Nogait (ang. Tuktut Nogait National Park, fr. Parc national Tuktut Nogait) – park narodowy położony w północnej części Terytoriów Północno-Zachodnich, w Kanadzie, 170 km na północ od koła podbiegunowego. Park został utworzony w 1996, na powierzchni 16 340 km². Nazwa parku pochodzi od zwrotu tuktut nogait, który w języku Inuitów oznacza "młodego renifera".

## Fauna
Na terenie Parku Narodowego Tuktut Nogait występuje bardzo wiele gatunków zwierząt, wśród których można wymienić: renifera, piżmowołu, grizzly, wilka. Park jest również ostoją dla wielu gatunków ptaków, wśród których można wymienić sokoła wędrownego, myszołowa włochatego, sokoła norweskiego, orła przedniego.